# 27-й Венецианский кинофестиваль
27-й Венецианский международный кинофестиваль проходил в Венеции, Италия, с 28 августа по 10 сентября 1966 года.

## Жюри
- Джорджо Бассани (председатель жюри, Италия),
- Линдсей Андерсон (Великобритания),
- Любовь Бартошек (Чехословакия),
- Мишель Бутор (Франция),
- Льюис Джейкобс (США),
- Лев Кулешов (СССР),
- Йорис Ивенс (Голландия).

## Фильмы в конкурсе
- Поиски, режиссёр Анхелино Фонс
- Битва за Алжир, режиссёр Джилло Понтекорво
- Чаппакуа, режиссёр Конрад Рукс
- Первый учитель, режиссёр Андрей Кончаловский
- Человек наполовину, режиссёр Витторио Де Сета
- Прощание с прошлым, режиссёр Александр Клюге
- Добыча, режиссёр Роже Вадим
- 451º по Фаренгейту, режиссёр Франсуа Трюффо
- Ночные игры, режиссёр Май Сеттерлинг
- Дикие ангелы, режиссёр Роджер Корман

## Награды
- Золотой лев: Битва за Алжир, режиссёр Джилло Понтекорво
- Специальный приз жюри Венецианского кинофестиваля: Чаппакуа, режиссёр Конрад Рукс и Прощание с прошлым, режиссёр Александр Клюге
- Кубок Вольпи за лучшую мужскую роль: Жак Перрен — Человек наполовину
- Кубок Вольпи за лучшую женскую роль: Наталья Аринбасарова — Первый учитель
- Приз международной ассоциации кинокритиков (ФИПРЕССИ): Битва за Алжир, режиссёр Джилло Понтекорво
- Приз Международной Католической организации в области кино (OCIC): Наудачу, Бальтазар, режиссёр Робер Брессон
- Приз Международной Католической организации в области кино - почётное упоминание: Прощание с прошлым, режиссёр Александр Клюге